# Indiana (Pennsilvània)
Indiana és una població dels Estats Units a l'estat de Pennsilvània. Segons el cens del 2000 tenia 14.895 habitants.

## Demografia
Segons el cens del 2000, Indiana tenia 14.895 habitants, 4.804 habitatges, i 1.666 famílies. La densitat de població era de 3.267,6 habitants per quilòmetre quadrat.
Dels 4.804 habitatges en un 14,1% hi vivien nens de menys de 18 anys; en un 26,5% hi vivien parelles casades; en un 6,1% dones solteres;, i en un 65,3% no eren unitats familiars. En el 34,1% dels habitatges hi vivien persones soles el 10,3% de les quals corresponia a persones de 65 anys o més que vivien soles. El nombre mitjà de persones vivint en cada habitatge era de 2,29 i el nombre mitjà de persones que vivien en cada família era de 2,81.
Per edats la població es repartia de la següent manera: un 8,2% tenia menys de 18 anys, un 59,4% entre 18 i 24, un 13,7% entre 25 i 44, un 10,5% de 45 a 60 i un 8,2% 65 anys o més.
L'edat mitjana era de 22 anys. Per cada 100 dones de 18 o més anys hi havia 82,3 homes.
La renda mitjana per habitatge era de 21.279 $ i la renda mitjana per família de 47.192 $. Els homes tenien una renda mitjana de 26.506 $ mentre que les dones 22.471 $. La renda per capita de la població era de 12.317 $. Entorn de l'11,2% de les famílies i el 44,1% de la població estaven per davall del llindar de pobresa.

## Poblacions més properes
El següent diagrama mostra les poblacions més properes.

## Personalitats
- Edward Abbey.
- James Stewart. Actor i militar.